# Perminwar
Perminwar – stop niklu, żelaza i kobaltu będący ferromagnetycznym materiałem magnetycznie miękkim. Charakteryzuje się dużą przenikalnością magnetyczną, która jest stała w szerokim zakresie pola magnetycznego, oraz charakterystyczną, bardzo wąską pętlą histerezy, po uprzednim wyżarzaniu poniżej temperatury Curie i wobec przyłożonego zewnętrznego pola magnetycznego. Został opracowany w 1921 roku przez Gustava Waldemara Elmena.
| Stop                               | Zaw. niklu | Zaw. żelaza | Zaw. kobaltu | Pocz. przen. magnet. | Maks. przen. magnet. | Natężenie koercji | Indukcja nasycenia |
| ---------------------------------- | ---------- | ----------- | ------------ | -------------------- | -------------------- | ----------------- | ------------------ |
| perminwar (wyżarzany magnetycznie) | 43%        | 34%         | 23%          | –                    | 400 000              | 2,4 A/m           | 1,50 T             |
| perminwar 25                       | 45%        | 30%         | 25%          | 400                  | 2000                 | 100 A/m           | 1,55 T             |
| perminwar 7                        | 70%        | 23%         | 7%           | 850                  | 4000                 | 50 A/m            | 1,25 T             |